# Locked-in-Syndrom
Das Locked-in-Syndrom (englisch für Eingeschlossensein- bzw. Gefangensein-Syndrom) bezeichnet einen Zustand, in dem ein Mensch zwar bei Bewusstsein, jedoch körperlich fast vollständig gelähmt und unfähig ist, sich sprachlich oder durch Bewegungen verständlich zu machen.
Kommunikationsmöglichkeiten nach außen ergeben sich meist nur durch die erhaltene vertikale Augenbeweglichkeit, und wenn auch diese verloren gegangen ist, durch eine Messung der Pupillenerweiterung. Die Verwendung eines Brain-Computer-Interfaces ist eine weitere Möglichkeit, dem Betroffenen die Kommunikation mit der Außenwelt zu ermöglichen. Der Hörsinn ist völlig intakt. Fragen, die mit „ja“ oder „nein“ beantwortet werden können, kann mancher Erkrankte durch Augenbewegungen oder Augenzwinkern beantworten. Wenn gar keine willentliche Muskelaktivität vorhanden ist, spricht man vom vollständigen Locked-in-Syndrom (completely locked-in syndrome, CLIS).

## Ursachen
Zu den neurologischen Ursachen des Locked-In-Syndroms zählen unter anderem Läsionen im Pons, selten auch im Mittelhirn oder auf beiden Seiten der Capsula interna. Den Läsionen liegt im Allgemeinen eine Gefäßstörung nach einer Thrombose der Arteria basilaris zugrunde. Es ist schwierig, diese Form des Locked-in-Syndroms von anderen Formen der Querschnittlähmung mit Bewusstseinsverlust zu unterscheiden. Aufgrund der Schädigung im Bereich des Pons sind vertikale Blickbewegungen möglich, da die motorischen Bereiche, im Gegensatz zu den horizontalen Bewegungen, oberhalb des Pons liegen. Mithilfe dieser Augenbewegungen ist eine Verständigung möglich.

## Betreuung der Betroffenen
Die Betreuung erfordert besondere Pflegemaßnahmen. Eine Behandlung der Ursachen, Psycho- und Physiotherapie sowie Ergotherapie zur Förderung der Selbstständigkeit sind notwendig. Gewöhnlich muss der Patient wegen der Schluckstörung (Dysphagie) künstlich ernährt werden. Die Schluckfähigkeit und die Sprachfähigkeit werden mittels der Logopädie teilweise oder manchmal auch komplett wiederhergestellt. Die Krankheit ist schwerwiegend und weist eine erhebliche Mortalitätsrate auf. Eine zumindest teilweise Besserung des Zustandes ist aber möglich.
Ein Betroffener berichtete:

„Ich glaube, dass die unendliche Geduld, welche die Behandlung meiner Krankheit braucht, in unserer Gesellschaft nicht sehr verbreitet ist und dass meine Krankheit und diese schnelllebige Gesellschaft nichts gemeinsam haben. Sicherlich ist die Ungeduld das, was ich am meisten fürchte. Es scheint, als hätten die Menschen vergessen, dass sie selbst ungefähr ein Jahr benötigt haben, um laufen und sprechen zu lernen… Ich werde sicherlich unter erschwerten Bedingungen mindestens ähnlich lange brauchen.“

Laut Studien mit an ALS erkrankten Locked-in-Patienten bezeichnen diese ihre Lebensqualität mehrheitlich „als ‚zufrieden stellend‘ oder sogar als ‚gut‘“, wobei der Kommunikationsfähigkeit und der Interaktion mit der Umwelt eine wesentliche Bedeutung zukommt.

## Abgrenzung zum Wachkoma
Das Locked-in-Syndrom ist vom Wachkoma abzugrenzen, da das Bewusstsein des Patienten größtenteils erhalten bleibt. Er ist meist genauso aufnahmefähig wie ein Gesunder. Er kann alles in seiner Umgebung hören und verstehen, kann sich aber nicht auf herkömmliche Weise mitteilen.